# Girolamo Marini
Girolamo Marini, chiamato anche Hieronimo Marini, (... – Thérouanne, 22 giugno 1553), è stato un architetto italiano naturalizzato francese, attivo alla corte di Francia nel XVI secolo.

## Biografia
Secondo alcuni, era nato nella frazione di Casara vicino a Montegibbio, oggi un sobborgo di Sassuolo, in provincia di Modena alla fine del XV secolo.. Altre fonti lo indicano come nato a Bologna. Morì probabilmente il 22 giugno 1553 a Thérouanne, nella distruzione della città da parte di Carlo V e delle sue truppe poiché non si hanno sue notizie dopo tale data.
Marini scelse questo nome in età adulta prendendolo un tale fratello Marino, connestabile di Bologna sotto la signoria di Giovanni Bentivoglio. I Bentoviglio persero la signoria della città di Bologna nel 1506 e vennero espulsi, assieme ai loro seguaci tra cui "Hieronymus frater Marini conestabilis".
Si suppone che Marini abbia trascorso i primi trent'anni della sua vita a Roma, dove avrebbe lavorato come ingegnere militare per il Papa, molto probabilmente collaborando con Antonio da Sangallo il Giovane.
Nel 1536 era in Francia, alla corte di Francesco I. Qui dovrebbe aver preso il nome di Marini e scegliendo anche il suo blasone. L'anno seguente fu nel Piemonte occupato dalle truppe francesi comandate dal conte Guido Rangone, nativo di Modena, che aveva servito il Papa Leone X e si trovava a Pinerolo per la difesa della strada della val Chisone. Il piano urbanistico della città, a quadrilatero dotato di bastioni, si deve al Sangallo. Probabilmente, il progetto della cittadella di Pinerolo, fu modificato, durante l'occupazione francese, secondo una pianta rettangolare allungata con un bastione ad ogni angolo, proprio dal Marini. Nel 1539, Guillaume du Bellay, che aveva sostituito Claude d'Annebault al governo del Piemonte, utilizzò Marini per rafforzare le fortificazioni del Piemonte.
Nel 1542 si trovava all'assedio di Perpignano e nel 1543 rinforzò le fortificazioni di Landrecies, probababilmente su disposizione del principe di Melfi, Giovanni Caracciolo, maresciallo di Francia. Nello stesso anno rafforzò la fortezza di Emery vicino a Marolles, su richiesta del governatore Martin du Bellay. Nel 1544 partecipò alla difesa di Saint-Dizier contro l'esercito di Carlo V comandato dal generale Ferrante I Gonzaga.
Nel 1545 venne nominato « commissaire-général des fortifications en Champagne ». Con Martin du Bellay, ispezionò le fortificazioni in Piccardia costruendo e fortificando nuove città come Maubert-Fontaine, Mézières, Villefranche-sur-Meuse, Vitry-le-François, Rocroi, Saint-Dizier e Sainte-Menehould.
Nel 1546, dopo un giro di ispezioni, rafforzò le fortificazioni di Chaumont-en-Bassigny, Coiffy e Ligny sorvegliando l'esecuzione dei lavori.
Fu in Piccardia nel 1548, per sovraintendere alla costruzione di Fort Châtillon che controllava l'occupante inglese a Boulogne dal 1544.
Architetto di Francesco I, progettò la nuova città di Vitry-le-François.